# Turnin' Me On
Turnin' Me On, eerder bekend als Turn Off, is een nummer door de Amerikaanse singer-songwriter Keri Hilson. Het is een samenwerking met rapper Lil Wayne en werd als derde Amerikaanse single uitgebracht ter promotie van haar debuutalbum In a Perfect World....

## Release
Het nummer zou tegelijkertijd worden uitgebracht met een andere single, "Return the Favor", een samenwerking met Timbaland. Gedoeld werd voor een release op 7 oktober 2008 in de Verenigde Staten. Maar om onduidelijke redenen was alleen "Return the Favor" te downloaden. Begin november werd bekend dat de videoclip eind oktober was geschoten en vanaf 18 november als download beschikbaar zou zijn in de Verenigde Staten. "Turnin' Me On" zorgde voor Hilson's solodoorbraak in de Verenigde Staten, waar alle eerder uitgebrachte singles weinig succes genoten.

## Videoclip
De videoclip was 21 november 2008 op diverse websites te zien. Het is geregisseerd door Erik White en men ziet Hilson en veel aantrekkelijke mannen die haar opwinden ("Turning Me On") en het tegenovergestelde ("Turn Off"). Door de clip heen is Hilson zittend op grote speakers te zien, dansend met twee achtergronddanseressen, drinkend met vriendinnen terwijl mannen met hun flirten en zingend met Lil Wayne voor een zwarte achtergrond en later ook op een rode sofa. Er zijn cameo's van Rich Boy, producer Palow da Don, Leah LaBelle, Pleasure P. en Hilson's zus.

## Versies
Een eerste versie, lekte begin september. Op 14 september lekte een tweede waarbij er na Lil Wayne's couplet een extra refrein is toegevoegd. Deze bleek de uiteindelijke albumversie te zijn; de eerste versie was een demo.

## Tracklist en versies

### Promo-cd & cd-single
1. "Turnin' Me On" (Clean) – 4:14
2. "Turnin' Me On" (Instrumental) – 4:10
3. "Turnin' Me On" (Dirty) – 4:15

### Remixes
- "Turnin' Me On (Official Remix)" (Keri Hilson ft. T-Pain & Lil Wayne)

Bij deze remix zijn de songteksten veranderd. Vele websites en weblogs meenden dat Hilson's teksten een diss jegens zangeressen Ciara en Beyoncé waren. Dit ontkende ze in een radioinverview.
- "Turnin' Me On (Remix)" (Keri Hilson ft. Busta Rhymes)
- "Turnin' Me On (So So Def Remix)" (Keri Hilson ft. Jermaine Dupri & Lil Wayne)
- "Turnin' Me On (Remix)" (Keri Hilson ft. T.I.)
- "Turnin' Me On (Mega Remix)" (Keri Hilson ft. T.I., Jermaine Dupri, Busta Rhymes & Lil Wayne)

Noot: Dit is een remix van de bovenstaande versies op de eerste na.